# Moisés Pinzón Martínez

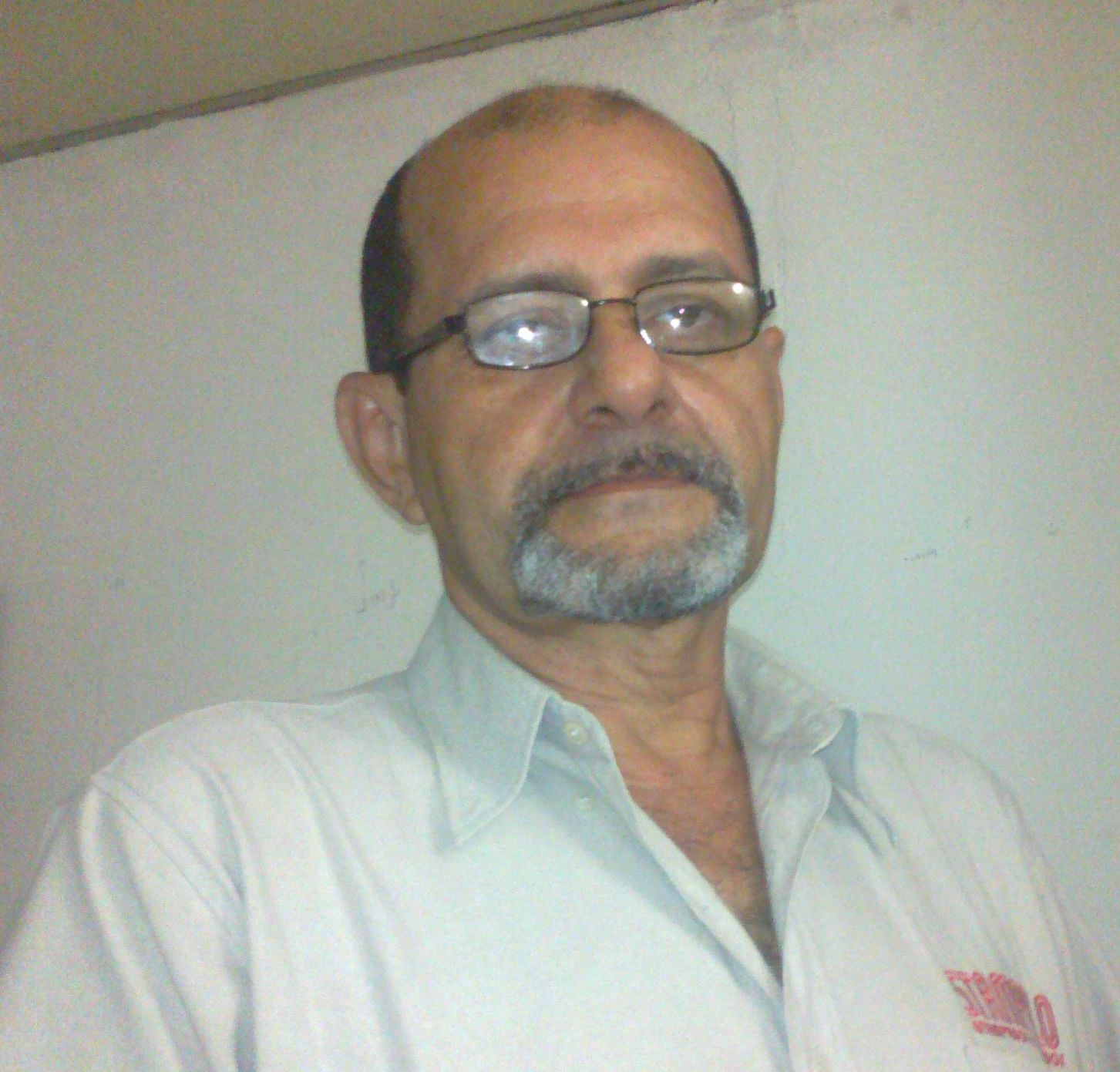
Pinzón Martínez

Moisés Antonio Pinzón Martínez (n. Panamá, 13 de diciembre de 1958) es un escritor, empresario y político panameño, dirigente estudiantil (1980-1985),  y miembro del Partido Revolucionario Democrático (1995). Fue Administrador de la Universidad Popular del Darién (1985-1987), Director Regional Panamá-Darién de AMPYME (2004-2009).

## Procedencia y estudios
Pinzón Martínez, nació el 13 de diciembre de 1958 en Macaracas, distrito de la Provincia de Los Santos, Panamá.  Sus padres fueron María del R. Martínez (santeña) y Marcelino Pinzón (chiricano). Región esta cuya economía era y es básicamente agraria.
Su madre, en su edad madura, se dedica a escribir cuentos infantiles y a cultivar las letras; siendo “Porongui el cerdito perezoso” el de mayor éxito, con ediciones de más de diez mil ejemplares por la UNESCO.
Creció entre comerciantes que eran sus padres; y sus abuelos y tíos que se dedican a la ganadería y la agricultura.
Estudios primarios realizados en la Escuela Hipólito Pérez Tello de la ciudad de Chitré, y secundarios en el Colegio San Agustín de la ciudad de Panamá (1976); estudió economía en la Universidad de Panamá (1984).

## Juventud
Siendo estudiante universitario participó en los movimientos políticos de cara a la Liberación Nacional vinculada a la nacionalización del Canal de Panamá (1977/2000).
Luego se vinculó directamente en las reivindicaciones estudiantiles y sociales, participando en los procesos de democratización de la administración universitaria, teniendo una destacada actuación en la derogación (1981) del decreto-ley 144 que regia la vida estudiantil desde 1969, cuando fue abierta luego del Golpe de Estado que da inicio al proceso de Liberación Nacional del país.
Lográndose aprobar la ley 11 de junio de 1981 en donde, entre muchas reivindicaciones ganadas, se logra que el Rector de la Universidad fuese escogido democráticamente. Época esta en la que participaron dirigentes de la talla de Juan B. Quintero,  Raymundo Lay, José Cambra, Beluche,  Cesar Best,  Pastor Falconett, Carlos Ayala, el Flaco Rivera,  Franklin Barret, Tristan, el gordo Cedeño, Abel Zamorano, Benítez, Chávez,
Moisés Pinzón fue el que dio las instrucciones directas a Ricardo Guerra, estudiante de derecho y experimentado orador, para que en su participación en la asamblea general, por su organización Frente Antiimperialista Universitario (FAU), convocada por todas las fuerzas políticas estudiantiles, en el Paraninfo,  hiciese un llamado a la unidad de todos los dirigentes para que se pusiesen de acuerdo con respecto a la lucha de cara a la derogación del decreto 144.  Eran los terceros en el uso de la palabra, luego de la participación de Ricardo Guerra más nadie pudo participar; este excelente orador logra que las masas estudiantiles presentes lleven a sus dirigentes, inmediatamente, a una reunión realizada en el salón de profesores de la facultad de Humanidades… lo demás ya es historia.
Luego es  Co-Editor de periódicos universitarios (Juventud 1983; El Talento del Barrio, 1985).
Su organización entendiendo que, luego de la firma de los tratados Torrijos Carter que resolvió el problema central de la liberación nacional, se abría una nueva fase de liberación social, adecuando su nombre a la nueva realidad, denominándose ahora Juventud Popular Revolucionaria. Siendo su última gestión como dirigente estudiantil,  su activa participación en la Huelga Nacional convocada por CONATO (Consejo Nacional de Trabajadores Organizados)  en defensa del Código de Trabajo vigente en 1985; donde Moisés Pinzón Martínez fue encarcelado y luego perseguido económicamente por su efectiva participación en los grupos de choque que enfrentaron a las Fuerzas de Defensa (antigua Guardia Nacional). Por razones que desconocemos esta huelga no tiene ningún reconocimiento entre los historiadores del movimiento sindical que centran sus anotaciones en la efectuada un año después por las mismas razones, la defensa del Código de Trabajo.

## Obra
Editor de la antología “El Humo y la Cenizas” (1993), primer compendio de escritos literarios y de escritores panameños  -testimonios, poesías, ensayos y cuentos-  referentes a la invasión a Panamá realizada por el Ejército de los Estados Unidos el 20 de diciembre de 1989. Fue dedicada: “A todos los que se quedaron sin sueños”.
Construye la primera página literaria de Panamá en Internet, que se llamaba “Ensayos y Poemas a la vida”, desde Panamá con esperanza”, en septiembre de 1997; en la misma hubo un registro de asistencia en el marcador de más de dos millones de visitas.
En la primera semana de enero de 2000 publicó su poemario y su primer libro, “Incidencias y Coincidencias” en donde el poeta panameño Héctor M. Collado prologa al respecto de este primer esfuerzo del milenio:
“Hijos de la sencillez, de un esfuerzo de expresión que quiere ir más allá del simple uso del lenguaje, mediante imágenes ::cotidianas, vinculadas a la tierra, al trabajo, al venero familiar, pasando por el amor conyugal, con sus golpes y sus ::vuelos, son estos versos.	Poesía pensada, sentida; poesía nutrida del vivenciar y de la percepción es lo que nos entrega ::Moisés Pinzón Martínez en estas Incidencias y Coincidencias.
(…)
En estos poemas hay asombro, y una capacidad sin número de llamarse humano que nos recuerda al Cesar Vallejos de Masa o ::Intensidad y Altura; ::tienen la fertilidad de lo silvestre que nos regalara Pablo Neruda en sus Odas elementales y mantiene la ::ludicidad que nos regalara el padre de ::la Vanguardia, Rogelio Sinán en su obra Onda.
(…)
El libro lo cierra un extenso poema, poema fundamental, que recrea uno de los momentos más álgidos de la historia reciente de todos los panameños. ::El texto, expresa a un hablante lúcido en la abstracción de Humo y Ceniza que significó, significa la gesta de diciembre. El recurso técnico que ::utiliza es absolutamente cinético y digno de guion. Es un poema audiovisual lleno de sentidas imágenes cuando nos indica que en medio de aquel caos ::«la ferocidad viene devorándolo todo» o cuando expresa que «ahora no somos solo un grupo de estudiantes» «coronando de claveles los eneros».
(…)
Queda su palabra para los tiempos, su sabiduría para los vivos y su esperanza para los no nacidos en la verdad de que la persistencia es la madre ::de todas las victorias.”
Comenta Pinzón Martínez que en ese entonces le decía a Héctor Collado que ese era su primer y último libro, sin saber que era todo lo contrario, que sería el primero de muchos otros que aparecerían producto de la tenacidad que construye el ingenio.
Luego de este supuesto último libro, publica:
2.- Los Ritos de la vida y los mitos de la felicidad,  ensayo, 2001;
3.- El diputado o la muerte del príncipe, primera edición de prueba 2004;
4.- Visión Empresarial, ensayo, 2006. Este libro tuvo la aprobación del Ministerio de Educación como material complementario para décimo grado.
5.- Quiénes son los culpables, ensayo 2009.
6.-El Diputado o la muerte del príncipe, ensayo,  segunda y tercera edición recargada, 2012.
7.-“La última crisis del sistema capitalista”, ensayo, primera y segunda 2012; tercera edición,2013
8.- "Metempsicosis", poesía, publicado en la Red, 2013.
9.- "El que tiene tienda que la atienda", ensayo, 2013; segunda edición, 2014; tercera edición, 2019.
10.- Reflexiones para un debate, ensayo, primera y segunda edición, 2014
11.- Es inevitable, ensayo, primera edición, 2014
12.- Metempsicosis, ensayo poético, edición digital, 2016; primera edición (folleto), 2020.
13.- Consciencia Universal y lucha de clases, folleto, 2017
14.- Noriega el patriota, ¿será un cuento surrealista?, folleto, 2017
15.- Crítica al Socialismo Científico, primera edición, 2019.
16.- Tercera Guerra Mundial, presente y futuro de una pandemia COVID-19 ... 2020

## Actividades relacionadas
Ha sido y es publicado desde el 22 de abril de 2003  -cuando publica por primera vez-  en el diario La Prensa, Panamá América, revista Empresario y la revista Pauta.
Director de Programas radiodifusión: “Visión Empresarial”, 2002 – 2004; “Portada” 2006-2007. En los dos programas eran de una hora diaria de lunes a viernes.
Obteniendo su experiencia en este ramo del acontecer social con Gonzalo García (1998), Domplin (1999-2002) y Rigoberto Paredes (2000-2002).
Grabó una serie de pequeños programas para Crisol F.M. de cinco minutos cada uno. Fueron en total 180 microprogramas de visión empresarial. (2008)

## Participación Política
Pre - Candidato a legislador, 2003.
Delegado al VIII Congreso del PRD 2008
Secretario de Prensa del Área de Organización 8-6 del PRD 2008-2012
Pre - Candidato a Diputado 2008
Pre-Candidato a Diputado del Parlamento Centroamericano, 2013
Candidato a la Primera Subsecretaria del Comité Ejecutivo Nacional del PRD, 2014

## Cargos públicos
Administrador de la Universidad Popular del Darién 1985-1988
Designado, Director Regional Panamá – Darién de AMPYME. (2004 – 2009)
A brindado diversas conferencias auspiciadas por INAFORD, MITRADEL, UTP, Pro-Darién/MIDA, ULACIT, Asociación Latinoamericana de Estudiantes de Ingeniería Industrial (UTP-USMA).
Como Director Regional a dictados conferencias en diversos foros en Chiriquí, Herrera, Los Santos, Coclé y Darién.

## Logros investigativos
1.-En su libro “Los ritos de la vida y los mitos de la felicidad”, Pinzón Martínez logra desarrollar tres ejes temáticos nuevos en los acontecimientos humanos.
Según el laureado historiador, Álvaro Menéndez Franco (que fuera candidato al Premio Nobel) dice con respecto a esta obra: "Moisés Pinzón Martínez, dentro de la claridad de sus pensamientos, nos introduce en un aspecto que conturba a varios pensadores actuales ¿la ruptura de los vínculos que hicieron posible la continuidad de la especie con el desarrollo más alto y complejo, debe repararse para unir lo positivo del pasado a lo mejor del presente?".
Y Herasto Reyes (periodista, poeta, ganador del premio nacional de literatura Ricardo Miró) 1952-2005, dice: "Moisés Pinzón Martínez aborda de lo concreto de la vida, los conceptos que la historia ha dejado para la enseñanza de los hombres nuevos y para que aquellos que vivimos en el trajín de lo cotidiano nos detengamos a mirar los rumbos que tenemos por delante y que conllevan la sapiencia antigua, tan actual hoy como siempre. Pinzón Martínez encuentra un lenguaje nuevo: de manera sencilla llega al pensamiento humano y lo plasma en una redacción donde el encanto florece en cada párrafo."
2.- En el “Diputado o la muerte del príncipe” logra describirnos los detalles de la funcionalidad de la política moderna, confrontándola con los caducos esquemas presentados por Maquiavelo en su obra “El príncipe”.
3.- En su trabajo “La última crisis del sistema capitalista”, es el primer estudio realizado en tipificar la situación actual tanto en sus causas como efectos. La referencia histórica aparece en el Diario La Prensa del 21 de abril de 2008
4.- Acuña el concepto de “Filosofía Empresarial”, desarrollando un profundo estudio, por publicar, sobre la materia. (Ya publicado en el 2013, en el libro "El que tiene tienda que la atienda")
5.- Siendo Director Regional Panamá-Darién de AMPYME (2004-2009) produce una "Estrategia de desarrollo integral de la Provincia de Darién" que es totalmente novedoso, factible a muy bajo costo y totalmente integrado dentro de las estrategias mundiales de conservación natural de la región. Consigue la aprobación de todos los representantes y de los "Consejos Municipales" de los dos distritos de la región. Aunque hizo todo lo necesario, en su momento, para que se llevara a cabo, incluyendo conversaciones al más alto nivel con el Presidente de la República y con Jaana Keitaaranta (Gerente de operaciones, División de América Latina y del Caribe del Fondo de Desarrollo Agrícola -FIDA-), es un documento que ha sido y sigue siendo desconocido por las autoridades. Según nos narra Pinzón Martínez, la Gerente, en ese entonces del FIDA, no solo escucho atentamente la presentación del proyecto sino que además estuvo totalmente complacido con el mismo, manifestando que lo iba a colocar en el informe anual del Fondo.